# Фессия пушкиниевидная
Фессия пушкиниевидная (лат. Fessia puschkinioides; эпитет от рода Puschkinia) — вид травянистых растений рода Фессия (Fessia) семейства Спаржевые (Asparagaceae).

## Ботаническое описание
Многолетнее травянистое растение. Луковица яйцевидная, покрытая серыми влагалищами. Стебель 10—20 см высотой, довольно слабый. Листья в числе 2—5, широколинейные, 3—6 (10) мм шириной, тупые, книзу суживающиеся сильнее, чем кверху.
Соцветие — кисть из 2—8 цветков; прицветнички неравные, маленькие, в 2—3 раза короче цветоножек; цветоножки короче, равны или длиннее цветков, прямостоящие. Цветки бледно-голубые, реже более ярко-голубые с синей полоской по спинке; листочки околоцветника линейно-продолговатые, 10—12 мм длиной, островатые. Тычинки только немного короче околоцветника; пыльники синие, продолговатые; завязь яйцевидная. Коробочка шаровидно-приплюснутая. Цветение в апреле и мае.

## Распространение и экология
Средняя Азия. Растёт на склонах в среднем горном поясе.